# Гёксу (приток Евфрата)
Гёксу (тур. Göksu) — река в турецких илах Адыяман и Кахраманмараш, правый приток Евфрата. Берёт исток на северном склоне гор Энгизек высотой 2671 м, близ города Нурхак, течёт первоначально на восток. Восточнее города Гёльбаши и севернее города Бесни прорезает хребет Главный (Восточный) Тавр и выходит на плато Бадият-эль-Джазира (Эльджезире). Западнее города Адыяман поворачивает на юг и впадает в Евфрат ниже плотины Ататюрк.

## История
В древности река называлась Сингас (др.-греч. Σίγγας, лат. Singas) или Синдж. Согласно хронике Михаила Сирийца у реки Синдж находился лагерь франков, при нападении на который Балак бен Бахрам пленил в апреле 1123 года короля Иерусалимского Балдуина II.

### Мост Кызылин
Во II веке в римский период близ устья Гёксу у деревни Куюлу (Туруш) был построен арочный каменный мост Кызылин (тур. Kızılin Köprüsü — «Красный мост»). Здесь проходила дорога между городами Зевгма, Самосата и Арсамея-на-Евфрате. Мост был разрушен в XIX веке, по преданию из-за вражды между двумя деревнями. Мост похож на мост Джендере, имеет 3 арки, высота самой широкой арки посередине составляет 31 метр от земли. В 2017 году были начаты реставрационные работы, завершённые в 2020 году.

## ГЭС Бурч-Бенди
На реке Гёксу у впадения в Евфрат построена плотина Бурч-Бенди. ГЭС введена в эксплуатацию в 2010 году. Установленная мощность ГЭС 28 МВт. ГЭС управляет энергетическая компания «АкЭнерджи» (Akenerji), 37,36 % которой принадлежат конгломерату ČEZ.